# هو ياو
هو ياو (بالصينية: 侯曜) هو كاتب سيناريو ومخرج صيني، ولد في 1903 في غوانغدونغ في الصين، وتوفي في 1942 في سنغافورة.

## وصلات خارجية
- هو ياو على موقع IMDb (الإنجليزية)
- هو ياو على موقع أول موفي (الإنجليزية)
- هو ياو على موقع قاعدة بيانات الفيلم (الإنجليزية)
- هو ياو على موقع كينوبويسك (الروسية)